# REACT-EU
REACT-EU steht für „Recovery Assistance for Cohesion and the Territories of Europe“ (Aufbauhilfe für den Zusammenhalt und die Gebiete Europas) und ist eine Initiative der Europäischen Kommission, mit der die Maßnahmen zur Krisenbewältigung und zur Linderung der Krisenfolgen im Wege der Investitionsinitiative zur Bewältigung der SARS-CoV-2-Krise und der Investitionsinitiative Plus zur Bewältigung der Coronavirus-Krise weitergeführt und ausgebaut werden. Sie soll zu einer grünen, digitalen und stabilen Erholung der Wirtschaft beitragen.
Das REACT-EU-Paket umfasst zusätzliche Mittel in Höhe von 55 Milliarden Euro, die im Zeitraum 2014–2020 über den Europäischen Fonds für regionale Entwicklung (EFRE) und den Europäischen Sozialfonds (ESF) wie auch den Europäischen Hilfsfonds für die am stärksten benachteiligten Personen, (Fund for European Aid to the most Deprived, FEAD) bereitgestellt werden.
Bei der Verteilung der REACT-EU-Mittel auf die Mitgliedstaaten werden ihr relativer Wohlstand und das Ausmaß der Auswirkungen der derzeitigen Krise auf ihre Volkswirtschaft und ihre Gesellschaft, einschließlich der Jugendarbeitslosigkeit, berücksichtigt. Deutschland erhält davon rund 2,4 Milliarden Euro, in zwei Tranchen: Nächstes Jahr sind es 1,9 Milliarden, 2022 dann nochmal eine halbe Milliarde. Für Österreich stehen ungefähr 219 Millionen Euro im Jahr 2021 für die Angebote und Maßnahmen zur Verfügung. Die Höhe der Mittel für das Jahr 2022 werden je nach Wirtschaftslage berechnet.